# Adrian Petroșanu
Adrian Petroșanu (Deva, 8 settembre 1924 – ...) è stato un cestista rumeno.

## Carriera
Con la Romania ha disputato le Olimpiadi del 1952 e i Campionati europei del 1953.